# Andreas Hillgruber
Andreas Fritz Hillgruber (18. ledna 1925 Angerburg – 8. května 1989 Kolín nad Rýnem) byl německý historik a vysokoškolský pedagog, který se ve svých dílech zaměřoval především na moderní německé dějiny.
Za druhé světové války sloužil v letech 1943 až 1945 jako voják Wehrmachtu a v letech 1945 až 1948 byl válečným zajatcem ve Francii. Po návratu do Německa začal studovat na univerzitě v Göttingenu, kde v roce 1952 získal titul Ph.D. V letech 1965 až 1968 vyučoval na univerzitě v Marburgu, mezi roky 1968 a 1972 na Freiburské Univerzitě a v letech 1972 až 1989 na Kolínské univerzitě.
Velké pozornosti se dostalo jeho knize Zweierlei Untergang: Die Zerschlagung des Deutschen Reiches und das Ende des europäischen Judentums, ve které píše o válečném utrpení Židů za druhé světové války a poválečných odsunech německého obyvatelstva.

## Dílo
- Seznam děl v Souborném katalogu ČR, jejichž autorem nebo tématem je Andreas Hillgruber
- Hitler, König Carol und Marschall Antonescu: die deutsch-rumänischen Beziehungen, 1938-1944, 1954.
- "Hitlers Entschluss zum Angriff auf Russland (Eine Entgegnung)" 240-254 Vierteljahrshefte für Zeitgeschichte,2, 1954.
- Hitlers Strategie: Politik und Kriegsführung, 1940-1941, 1965.
- Deutschlands Rolle in der Vorgeschichte der beiden Weltkriege, 1967,
- Kontinuität und Diskontinuität in der deutschen Außenpolitik von Bismarck bis Hitler, 1969.
- Bismarcks Außenpolitik, 1972.
- `Die Endlösung' und das deutsche Ostimperium als Kernstück des rassenideologischen Programms des Nationalsozialismus 133-153 Vierteljahrshefte für Zeitgeschichte,20, 1972.
- Deutsche Geschichte, 1945-1972: Die „Deutsche Frage“ in der Weltpolitik, 1974.
- Deutsche Großmacht-und Weltpolitik im 19. und 20. Jahrhundert, 1977.
- Otto von Bismarck: Gründer der europäischen Großmacht Deutsches Reich, 1978.
- Europa in der Weltpolitik der Nachkriegszeit (1945-1963), 1979.
- Sowjetische Außenpolitik im Zweiten Weltkrieg, 1979.
- Die Gescheiterte Großmacht: Eine Skizze des Deutschen Reiches, 1871-1945, 1980.
- Der Zweite Weltkrieg, 1939-1945: Kriegsziele und Strategie der großen Mächte, 1982.
- Die Last der Nation: Fünf Beiträge über Deutschland und die Deutschen, 1984.
- Zweierlei Untergang: Die Zerschlagung des Deutschen Reiches und das Ende des europäischen Judentums, 1986.
- Die Zerstörung Europas: Beiträge zur Weltkriegsepoche 1914 bis 1945, 1988.